# Mikulovice (Nová Ves v Horách)
Mikulovice (deutsch Nickelsdorf) ist ein Ortsteil der Gemeinde Nová Ves v Horách in Tschechien.

## Geographie
Das Dorf liegt viereinhalb Kilometer nordwestlich von Horní Jiřetín und gehört zum Okres Most. Die Ortslage befindet sich auf dem Erzgebirgskamm am südlichen Fuß des Strážný vrch (Wachhübel, 761 m) und bildet mit Nová Ves v Horách ein geschlossenes Siedlungsgebiet. Nordöstlich erhebt sich die Jeřabina (Haselstein, 785 m), im Osten der Kopřivník (699 m), südöstlich der Kapucínský vrch, auch Kapucín (Kapuzinerhauberg, 743 m), im Süden der Čihadlo (Vogelherd, 792 m), südwestlich die Medvědí skála (Bärenstein, 924 m) und der Lišcí vrch (Fuchsberg, 905 m), im Westen der Lesenská pláň (Hübladung, 921 m) sowie im Nordwesten der Růžový vrch (Rosenberg, 729 m).
Mikulovice liegt auf einem Pass, der vom Nordböhmischen Becken ins Schweinitztal führt, und bildet eine Wasserscheide zwischen dem Nord- und Südabfall des Erzgebirges. Am westlichen Ortsrand entspringt der Pachenkovský potok, ein Zufluss der Schweinitz, und östlich von Mikulovice liegt das Quellgebiet des Jiřetinský potok.
Nachbarorte sind Nová Ves v Horách, Brüderwiese, Deutscheinsiedel und Mníšek im Norden, Klíny, Rašov und Sedlo im Nordosten, Křížatky, Janov und Mariánské Údolí im Osten, Horní Jiřetín, Lniště und Černice im Südosten, Jezeří und Červená Jáma im Süden, Lesná und V Díře im Südwesten, Rudolice v Horách und Malý Háj im Westen sowie Pachenkov und Hora Svaté Kateřiny im Nordwesten.

## Geschichte
Die erste schriftliche Erwähnung des Dorfes erfolgte 1599 in einem Kaufvertrag, mit dem Georg Hochhauser von Hochhausen mehrere Güter, darunter auch Černice und das kurz zuvor angelegte Nickelsdorf, für seine Herrschaft Eisenberg erwarb. Als Gründungszeitpunkt des Dorfes wird die Zeit um 1590, als Ladislav von Lobkowicz die Burg Hněvín als Pfand besaß, angenommen. Jedoch wurde das Dorf weder 1590 im Hamfescht von Langendorf und 1595 beim Verkauf von Hněvín durch Rudolf II. an die Stadt Brüx aufgeführt. Als Beteiligter am Prager Fenstersturz von 1618 verlor Nikolaus Hochhauser nach der Schlacht am Weißen Berg seine Güter. Diese wurden 1623 dem Wilhelm d. J. Popel von Lobkowicz zugesprochen. In der berní rula von 1654 sind für Nicklasdorf 14 Holzfäller-Chaluppen ausgewiesen, von denen zwölf wüst lagen. 1787 bestand das Dorf aus 47 Häusern und 1846 lebten in den 67 Häusern von Nickelsdorf 444 Menschen.
Nach der Aufhebung der Patrimonialherrschaften bildete Nickelsdorf ab 1850 einen Ortsteil der Gemeinde Gebirgsneudorf in der Bezirkshauptmannschaft Brüx und hatte 462 Einwohner. Zum Kataster von Nickelsdorf gehört auch das Forsthaus Flachsgrund/Lniště. Nach der Gründung der Tschechoslowakei entstand der tschechische Ortsname Mikulovice. Nach dem Münchner Abkommen wurde das Dorf 1938 dem Deutschen Reich zugeschlagen und gehörte bis 1945 als Ortsteil von Gebirgsneudorf zum Landkreis Brüx. Nach dem Ende des Zweiten Weltkrieges kam Mikulovice zur Tschechoslowakei zurück und die deutschen Bewohner wurden nachfolgend vertrieben. Ab 1949 gehörte Mikulovice zum neu errichteten Okres Litvínov. Mit Beginn des Jahres 1961 kam Mikulovice zum Okres Most zurück. 1992 wurde auf dem Strážný vrch eine Windkraftanlage errichtet; diese wurde in den Jahren 2003 und 2004 um zwei weitere Windräder erweitert.

## Entwicklung der Einwohnerzahl
| Jahr | Einwohnerzahl |
| ---- | ------------- |
| 1869 | 504           |
| 1880 | 549           |
| 1890 | 500           |
| 1900 | 556           |
| 1910 | 613           |

| Jahr | Einwohnerzahl |
| ---- | ------------- |
| 1921 | 594           |
| 1930 | 578           |
| 1950 | 163           |
| 1961 | 193           |
| 1970 | 165           |

| Jahr | Einwohnerzahl |
| ---- | ------------- |
| 1980 | 103           |
| 1991 | 58            |
| 2001 | 78            |
| 2011 | 93            |

## Sehenswürdigkeiten
- Kapelle
- Teich Dřevařský rybník, er entstand im 18. Jahrhundert als Wasserspeicher und liegt südwestlich des Dorfes am Černický potok.